# Cucurbita argyrosperma subsp. sororia
Cucurbita argyrosperma subsp. sororia es una subespecie de planta cucurbitáceas originaria de las México.

## Taxonomía
La subespecie fue descrita como Cucurbita kellyana por el botánico estadounidense Liberty Hyde Bailey y publicada en Gentes Herbarum; Occasional Papers on the Kinds of Plants 7(5): 462–464, f. 226–227 en 1948.
La especie tipo fue tomada de semillas tomadas de ejemplares silvestres en Chachahuatlán, Tuxcacuesco en Jalisco (México). Luego de los estudios de entrecruzas la población se consideró incluida dentro de la categoría de especie o comunidad reproductiva de Cucurbita argyrosperma. Los autores Merrick y Bates la clasificaron como subespecie, encontrando luego que poseía una especie tipo anterior: Cucurbita sororia (L.H. Bailey, 1943) recibiendo entonces el nombre de Cucurbita argyrosperma subsp. sororia (L.H. Bailey) Merrick & Bates, quedando el epíteto kellyana sin utilizar.
Sinonimia
- Cucurbita sororia L.H.Bailey, 1943
- Cucurbita kellyana L.H.Bailey, 1948.